# 瀬古あゆみ
瀬古 あゆみ（せこ あゆみ、1990年10月18日 - ） は、奈良県出身のモデル。
早稲田大学商学部卒業。
米国アカデミー賞公認国際短編映画祭『ショートショート フィルムフェスティバル ＆ アジア』と美女暦によるコラボレーショ
ン　「美女暦女優誕生プロジェクト」でグランプリを獲得し、2011年度の上記映画祭にて、ショートフィルムへの出演に向けて女優活動を本格化。
株式会社パシフィックボイス元所属。

愛称はあゆみかん。身長166cm、血液型A型。
特技は、ダンス・ピアノ・ギター・ベース・料理・書道・サッカー。趣味は、読書・スポーツ観戦。

## 来歴
- 2007年、オスカープロモーション全国サマースペシャルオーディション合格
- 2008年、高校3年生の時、MBSラジオ「ゴチャ・まぜっ!」「イマドキッ」×オリコン・エンタテインメント「De-View」コラボレーションオーディションミスパーソナリティグランプリ2008でティーンズグランプリを受賞。
- 2009年、TOKYO FM『SCHOOL OF LOCK!』第4回モデチャングランプリ 準グランプリ受賞
- 2010年、美女暦 × Short Short Film Festival & Asia2010 女優誕生プロジェクト！ グランプリ受賞

## 出演

### 映画
2010年 「マリア様がみている」香織役　http://www.mariasama-movie.jp/index.html

### ラジオ
- もっとイマドキッ（2009年4月～2009年11月、MBSラジオ）
- またまたゴチャ・まぜっ!（2009年8月、MBSラジオ）

### 雑誌
- De☆View「あゆみかんのオレンジデイズDe☆View Special Ver.」（2009年7月、オリコン・エンタテインメント）

### イベント
- 2009年、mix jam party A/W出演
- 2009年、Cyclemode internatioal 2009 ファッションショー出演